# Carbondale (Alberta)
Carbondale est un hameau (hamlet) du Comté de Sturgeon, situé dans la province canadienne d'Alberta.

## Démographie
En tant que localité désignée dans le recensement de 2011, Carbondale a une population de 86 habitants dans 35 de ses 40 logements, soit une variation de 43.3% avec la population de 2006. Avec une superficie de 1,110 9 km2, le hameau possède une densité de population de 77,414 7 hab/km2 en 2011.
Concernant le recensement de 2006, Carbondale abritait 60 habitants dans 31 de ses 33 logements. Avec une superficie de 1,110 9 km2, le hameau possédait une densité de population de 54,0 hab/km2 en 2006.